# Rodriguezia ricii
Rodriguezia ricii là một loài thực vật có hoa trong họ Lan. Loài này được R.Vásquez & Dodson miêu tả khoa học đầu tiên năm 1999.